# Mittenaar
Mittenaar település Németországban, Hessen tartományban. Lakosainak száma 4815 fő (2023. december 31.). Mittenaar Siegbach, Bischoffen, Hohenahr, Aßlar, Ehringshausen, Sinn és Herborn községekkel határos.

## Népesség
A település népességének változása:
| Lakosok száma | 4847 | 4814 | 4704 | 4833 | 4815 |
|               | 2017 | 2019 | 2021 | 2022 | 2023 |